# Taula de Lletres Valencianes

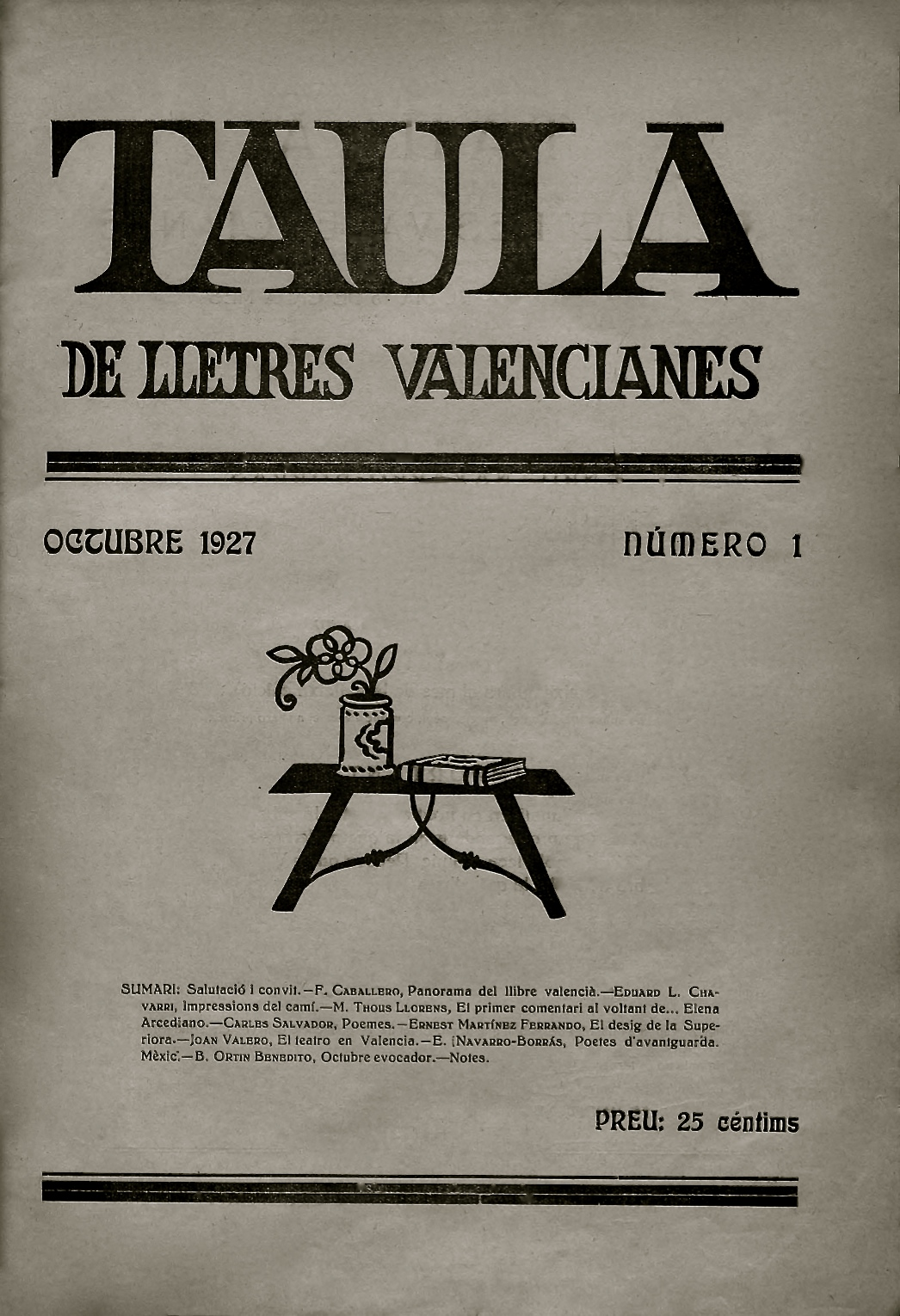
Portada del primer número de Taula de Lletres Valencianes (octubre de 1927)

La Taula de Lletres Valencianes (en español: Mesa de Letras Valencianas) fue una revista literaria y progresista española creada en Valencia en octubre de 1927, en plena dictadura de Primo de Rivera, por Carles Salvador, Adolf Pizcueta i Alfonso, Enric Navarro i Borràs, Miquel Duran de València y Francesc Caballero Muñoz, con el objetivo de impulsar la valencianización de las fuerzas políticas y la recuperación de la personalidad nacional. También fue el primer impulso serio de crear una nueva literatura valenciana de calidad desde una óptica netamente nacionalista, y dio voz a la gran mayoría de escritores valencianos de los años 1930. Mantuvo una buena relación con la Sociedad Castellonense de Cultura. 
Se hizo eco del debate de la época sobre la ortografía del valenciano que hacía falta utilizar, se manifestó abiertamente por la unidad de la lengua catalana y por romper el aislamiento existente con Cataluña y las Islas Baleares (también mantuvieron contacto con Occitania, Galicia y los valencianos establecidos en América). En julio de 1930 publicó el manifiesto Als escriptors valencians i a les publicacions valencianes (en español, A los escritores valencianos y a las publicaciones valencianas) que impulsó el acuerdo conocido como Normas de Castellón de 1932. También se hizo eco de las actividades de Acció Cultural Valenciana e impulsó la creación de la editorial L’Estel. Dejó de publicarse en 1930, en vísperas de la República. En total se editaron 38 números.